# آباته
آباته (به پرتغالی: Abaeté) یک منطقهٔ مسکونی در برزیل است که در میناز ژرایس واقع شده‌است. آباته ۱٬۸۱۶٫۸۵۶ کیلومتر مربع مساحت و ۲۳٬۲۵۰ نفر جمعیت دارد.